# Midland M16
Midland M16 – bolid teamu Midland MF1 Racing na sezon 2006. Samochód miał swój debiut w wyścigu o Grand Prix Bahrajnu. Prezentacja stworzonego we współpracy z włoską Dallarą bolidu odbyła się 3 lutego 2006 roku w Silverstone w Wielkiej Brytanii. Kierowcami maszyny byli Portugalczyk Tiago Monteiro oraz Holender Christijan Albers. Samochód przez 7-biegową skrzynię biegów sprzężony był z jednostką napędową Toyoty.

## Starty
| Legenda oznaczeń w tabelach wyników Wyświetl szablon na nowej stronie | Legenda oznaczeń w tabelach wyników Wyświetl szablon na nowej stronie                                                                     |
| Oznaczenie                                                            | Wyjaśnienie |
| --------------------------------------------------------------------- | --- |
| Złoty                                                                 | Zwycięzca lub mistrzostwo |
| Srebrny                                                               | 2. miejsce lub wicemistrzostwo |
| Brązowy                                                               | 3. miejsce lub II wicemistrzostwo |
| Zielony                                                               | Ukończył, punktował (w klasyfikacji generalnej, gdy zdobył co najmniej jeden punkt na przestrzeni sezonu, poza trzema powyższymi opcjami) |
| Niebieski                                                             | Ukończył, nie punktował (w klasyfikacji generalnej, gdy nie zdobył co najmniej jednego punktu na przestrzeni sezonu)                      |
| Czerwony                                                              | Nie zakwalifikował się (NZ) |
| Czerwony                                                              | Nie prekwalifikował się (NPK) |
| Różowy                                                                | Nie ukończył (NU) |
| Różowy                                                                | Niesklasyfikowany (NS) (w klasyfikacji generalnej, gdy nie został sklasyfikowany w żadnym wyścigu sezonu)                                 |
| Czarny                                                                | Zdyskwalifikowany (DK) |
| Czarny                                                                | Wykluczony (WYK/EX) |
| Biały                                                                 | Nie wystartował (NW) |
| Biały                                                                 | Kontuzjowany (K/INJ) |
| Biały                                                                 | Wyścig odwołany (OD/C) |
| Bez koloru                                                            | Został wycofany (WYC/WD) |
| Bez koloru                                                            | Nie przybył (NP/DNA) |
| Bez koloru                                                            | Nie brał udziału w treningach (NT/DNP) |
| Bez koloru                                                            | Nie został zgłoszony (–) |
| Pogrubienie                                                           | Start z pole position |
| Kursywa                                                               | Najszybsze okrążenie wyścigu |
| †                                                                     | Nie ukończył, ale jego rezultat został zaliczony ze względu na przejechanie więcej niż 90% dystansu wyścigu.                              |
| *                                                                     | Sezon w trakcie |
| 1/2/3                                                                 | Punktowana pozycja w sprincie kwalifikacyjnym                                                                                             |
| Lista systemów punktacji Formuły 1                                    | |

| Sezon | Konstruktor                          | Kierowcy          | Wyniki kierowców | Wyniki kierowców | Wyniki kierowców | Wyniki kierowców | Wyniki kierowców | Wyniki kierowców | Wyniki kierowców | Wyniki kierowców | Wyniki kierowców | Wyniki kierowców | Wyniki kierowców | Wyniki kierowców | Wyniki kierowców | Wyniki kierowców | Wyniki kierowców | Wyniki kierowców | Wyniki kierowców | Wyniki kierowców | Wyniki kierowców | Wyniki kierowców | Wyniki konstruktora | Wyniki konstruktora |
| 2006  |                                      |                   | BHR              | MYS              | AUS              | SMR              | EUR              | ESP              | MCO              | GBR              | CAN              | USA              | FRA              | DEU              | HUN              | TUR              | ITA              | CHN              | JPN              | BRA              | Punkty           | Pozycja          | Punkty              | Pozycja             |
| ----- | ------------------------------------ | ----------------- | ---------------- | ---------------- | ---------------- | ---------------- | ---------------- | ---------------- | ---------------- | ---------------- | ---------------- | ---------------- | ---------------- | ---------------- | ---------------- | ---------------- | ---------------- | ---------------- | ---------------- | ---------------- | ---------------- | ---------------- | ------------------- | ------------------- |
| 2006  | Midland MF1 Racing Spyker MF1 Racing | Tiago Monteiro    | 17               | 13               | NU               | 16               | 12               | 16               | 15               | 16               | 14               | NU               | NU               | DK*              | 9                | NU               | NU               | NU               | 16               | 15               | 0                | 20               | 0                   | 10                  |
| 2006  | Midland MF1 Racing Spyker MF1 Racing | Christijan Albers | NU               | 12               | 11               | NU               | 13               | NU               | 12               | 15               | NU               | NU               | 15               | DK*              | 10               | NU               | 17               | 15               | NU               | 14               | 0                | 22               | 0                   | 10                  |

Uwaga

* – dyskwalifikacja za zbyt dużą elastyczność tylnego skrzydła